# Вайс Соломон Йосипович
Соломон Йосипович Вайс (1895 — 24 квітня 1968) — радянський науковець в галузі терапевтичної стоматології, доктор медичних наук, професор.

## Життєпис
Народився в Петрокові, губернському місті Царства Польського у складі Російської імперії (нині — Пйотркув-Трибунальський, місто на правах повіту в Лодзинському воєводстві Польщі) в родині ремісника.
У 1912 році вступив до Одеської вчительської семінарії. До цього часу батько помер, сім'я розорилася, засоби до існування заробляв приватними уроками, утримуючи себе і свого брата. У 1915—1919 роках вчителював у школі в Лідському повіті Віленської губернії.
У 1920 році вступив, а у 1924 році закінчив одонтологічний факультет Харківського медичного інституту; у 1932 році закінчив лікувальний факультет цього ж вишу.
Протягом 1925—1926 років — лікар-одонтолог у селі Петрівське Ізюмської округи Харківської губернії. У 1927—1929 роках — ординатор клініки консервативного зуболікування одонтологічного факультету Харківського медичного інституту. У 1929—1935 роках — асистент цієї клініки і, одночасно, асистент кафедри стоматології Харківського інституту удосконалення лікарів. Член комуністичної фракції партії Поалей-Ціон у 1926—1928 роках.
З 1935 по 1938 роки С. Й. Вайс працював у Київському стоматологічному інституті: доцент, заступник директора з наукової частини.
З 1939 року — професор, завідувач кафедри терапевтичної стоматології Казанського стоматологічного інституту й, за сумісництвом, завідувач кафедри стоматології Казанського ДІДУЛ. У роки німецько-радянської війни працював стоматологом евакошпиталів у Казані. З 1942 року — консультант Казанської дорожньої поліклініки. У 1946—1950 роках — заступник директора Казанського стоматологічного інституту.
З 1951 року очолював кафедру терапевтичної стоматології Іркутського медичного інституту.
Помер в Іркутську, похований на Маратовському кладовищі міста.

## Наукова робота
У травні 1927 році захистив дипломну роботу «Ендокринна система і жувальний апарат». У 1934 р був відряджений до Москви на удосконалення в клініку Ухтомського. В цьому ж році йому присвоєно вчене звання доцента і ступінь кандидата медичних наук без захисту дисертації.
У 1946 році захистив при Раді Казанського ДМІ докторську дисертацію на тему «Анафілактічна реакція слинних залоз собаки».
Неодноразово брав участь у наукових з'їздах і конференціях: був секретарем Українського стоматологічного з'їзду (Одеса, 1932), членом стоматологічної секції Вченої ради при Наркомздорові УРСР (1935), членом 2-го Українського стоматологічного з'їзду (Харків, 1936), членом Правління Казанського стоматологічного товариства, головою Іркутського обласного стоматологічного товариства, членом Правління Всеросійського стоматологічного товариства.
С. Й. Вайс є автором 58 наукових робіт, в тому числі монографії «Хвороби пульпи зуба» і підручника «Терапевтична стоматологія».
Під його керівництвом захищено 8 кандидатських і 2 докторські дисертації.

## Нагороди
Нагороджений орденом «Знак Пошани» і медалями.